# Phorbia ponti
Phorbia ponti är en tvåvingeart som beskrevs av Willi Hennig 1969. Phorbia ponti ingår i släktet Phorbia och familjen blomsterflugor.
Artens utbredningsområde är Tyskland. Inga underarter finns listade i Catalogue of Life.